# 도치기현 제1구
도치기현 제1구(일본어: 栃木県第1区)는 일본의 중의원 선거구이다. 1994년 일본 공직선거법이 개정되면서 신설되었다.

## 지역
- 우쓰노미야시 (구 가미카와치 정·가와치정 제외)
- 시모쓰케시 (구 미나미카와치 정)
- 가와치군

## 역대 국회의원
- 후나다 하지메 (소속 정당: 무소속, 임기: 1996년 ~ 2000년)
- 미즈시마 히로코 (소속 정당: 민주당, 임기: 2000년 ~ 2003년)
- 후나다 하지메 (소속 정당: 자유민주당, 임기: 2003년 ~ 2009년)
- 이시모리 히사쓰구 (소속 정당: 민주당, 임기: 2009년 ~ 2012년)
- 후나다 하지메 (소속 정당: 자유민주당, 임기: 2012년 ~ 현재)